# Martin X-23 PRIME
O Martin X-23 PRIME foi um pequeno corpo sustentante de reentrada testado pela Força Aérea dos Estados Unidos em meados dos anos 1960. Ao contrário do programa ASSET, usado principalmente para a investigação estrutural e aquecimento, o X-23 PRIME foi desenvolvido para estudar os efeitos de manobras durante a reentrada da atmosfera terrestre.

## Especificações
- Comprimento: 2,07 m
- Envergadura: 1,16 m
- Altura: 0,64 m
- Massa: 405 kg